# Selección de fútbol playa de Seychelles
La Selección de fútbol playa de Seychelles es el equipo que representa al país en la Copa Mundial de Fútbol Playa de FIFA y en el Campeonato de Fútbol Playa de la CAF; y es controlada por la Federación de Fútbol de Seychelles.

## Estadísticas

### Copa Mundial de Fútbol Playa FIFA
| Copa Mundial de Fútbol Playa FIFA | Copa Mundial de Fútbol Playa FIFA | Copa Mundial de Fútbol Playa FIFA | Copa Mundial de Fútbol Playa FIFA | Copa Mundial de Fútbol Playa FIFA | Copa Mundial de Fútbol Playa FIFA | Copa Mundial de Fútbol Playa FIFA | Copa Mundial de Fútbol Playa FIFA |
| Año                               | Ronda                             | J                                 | G                                 | G+                                | P                                 | GF                                | GC                                |
| --------------------------------- | --------------------------------- | --------------------------------- | --------------------------------- | --------------------------------- | --------------------------------- | --------------------------------- | --------------------------------- |
| 2005 – 2013                       | No participó                      | No participó                      | No participó                      | No participó                      | No participó                      | No participó                      | No participó                      |
| 2015                              | No clasificó                      | No clasificó                      | No clasificó                      | No clasificó                      | No clasificó                      | No clasificó                      | No clasificó                      |
| 2017                              | No participó                      | No participó                      | No participó                      | No participó                      | No participó                      | No participó                      | No participó                      |
| 2019                              | No participó                      | No participó                      | No participó                      | No participó                      | No participó                      | No participó                      | No participó                      |
| 2021                              | Se retiró                         | Se retiró                         | Se retiró                         | Se retiró                         | Se retiró                         | Se retiró                         | Se retiró                         |
| 2023                              | No clasificó                      | No clasificó                      | No clasificó                      | No clasificó                      | No clasificó                      | No clasificó                      | No clasificó                      |
| 2025                              | Fase de grupos                    | 3                                 | 0                                 | 0                                 | 3                                 | 8                                 | 20                                |
| Total                             | 1/13                              | 3                                 | 0                                 | 0                                 | 3                                 | 8                                 | 20                                |

### Copa Africana de Naciones de Fútbol Playa
| Copa Africana de Naciones de Fútbol Playa | Copa Africana de Naciones de Fútbol Playa | Copa Africana de Naciones de Fútbol Playa | Copa Africana de Naciones de Fútbol Playa | Copa Africana de Naciones de Fútbol Playa | Copa Africana de Naciones de Fútbol Playa | Copa Africana de Naciones de Fútbol Playa | Copa Africana de Naciones de Fútbol Playa |
| Año                                       | Ronda                                     | J                                         | G                                         | G+                                        | P                                         | GF                                        | GC                                        |
| ----------------------------------------- | ----------------------------------------- | ----------------------------------------- | ----------------------------------------- | ----------------------------------------- | ----------------------------------------- | ----------------------------------------- | ----------------------------------------- |
| 2006 – 2013                               | No participó                              | No participó                              | No participó                              | No participó                              | No participó                              | No participó                              | No participó                              |
| 2015                                      | Octavo lugar                              | 5                                         | 0                                         | 0                                         | 5                                         | 6                                         | 34                                        |
| 2016                                      | No participó                              | No participó                              | No participó                              | No participó                              | No participó                              | No participó                              | No participó                              |
| 2018                                      | No participó                              | No participó                              | No participó                              | No participó                              | No participó                              | No participó                              | No participó                              |
| 2021                                      | Séptimo lugar                             | 3                                         | 0                                         | 0                                         | 3                                         | 6                                         | 24                                        |
| 2022                                      | No clasificó                              | No clasificó                              | No clasificó                              | No clasificó                              | No clasificó                              | No clasificó                              | No clasificó                              |
| 2024                                      | No clasificó                              | No clasificó                              | No clasificó                              | No clasificó                              | No clasificó                              | No clasificó                              | No clasificó                              |
| Total                                     | 2/12                                      | 8                                         | 0                                         | 0                                         | 8                                         | 12                                        | 68                                        |